# Ampelocissus elegans
Ampelocissus elegans là một loài thực vật hai lá mầm trong họ Nho. Loài này được Gagnep. miêu tả khoa học đầu tiên năm 1911.